# Przełęcz Sucha (Pasmo Lubomira i Łysiny)
Przełęcz Sucha (według różnych źródeł 709 lub 708 m) – przełęcz w Paśmie Lubomira i Łysiny, które według Jerzego Kondrackiego należy do Beskidu Wyspowego. Na mapach i w przewodnikach turystycznych pasmo to zaliczane jest przeważnie do Beskidu Makowskiego, zwykle jednak opisywane jest właśnie razem z Beskidem Wyspowym. Przełęcz znajduje się w obrębie wsi Lipnik w województwie małopolskim, w powiecie myślenickim, w gminie Wiśniowa.
Leży pomiędzy Łysiną (891 m) a Kamiennikiem Południowym (827 m). Odbiegający z Łysiny grzbiet w postaci nieznacznego uwypuklenia w poziomie stoku stromo opadającego na przełęcz od południowego zachodu, przechodzi tu w wyraźny grzbiet, łagodnie wznoszący się na północny wschód, ku szczytowi Kamiennika. Na północny zachód od siodła położone jest źródło potoku Kamieniczanka, zaś po przeciwnej stronie bierze początek jeden z dopływów Lipnika.
Na przełęczy przełęcz znajduje się Sucha Polana, z węzłem szlaków turystycznych i miejscem biwakowym. W czasie II wojny światowej często odbywały się na niej przeglądy licznych w tym rejonie oddziałów partyzanckich oraz msze polowe.
Na przełęczy znajduje się stanowisko rzadkiej w Karpatach goryczki wąskolistnej.

## Piesze szlaki turystyczne
żółty Dobczyce – Zasańska Przełęcz – Kamiennik Południowy – Przełęcz Sucha – Łysina – Weska – Lubień
- z Zasańskiej Przełęczy 1:45 h (↓ 1:35 h), z Dobczyc 4:45 h (↓ 4:20 h)
- z Łysiny 0.20 h (↑ 0:35 h), z Lubnia 3:35 h (↓ 3 h)

 zielony Myślenice-Zarabie – Chełm – Działek – Poręba – Kamiennik Północny – Kamiennik Południowy – Przełęcz Sucha – Schronisko PTTK na Kudłaczach
- z Poręby 1:40 h (↓ 1:20 h), z Myślenic 4:40 h (↓ 4.:5 h)
- z Kudłaczy 0:40 h (z powrotem 0:45 h).

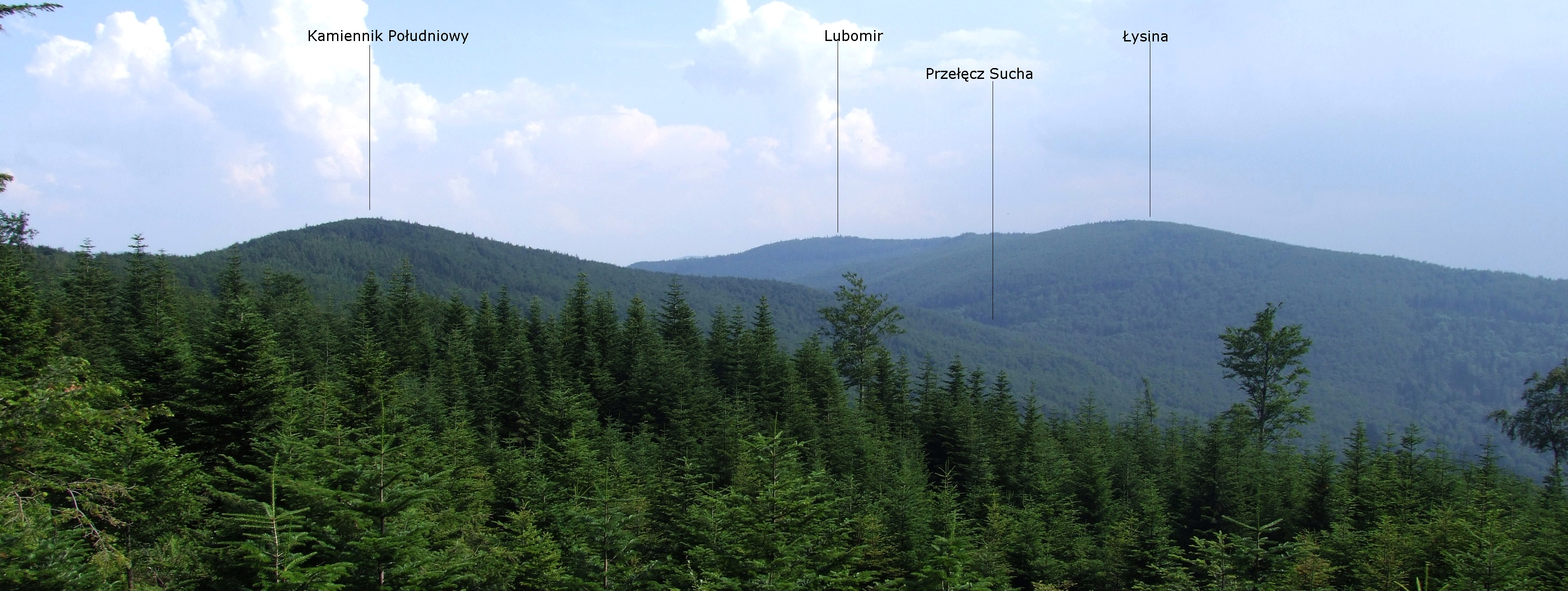
Widok z Kamiennika Północnego
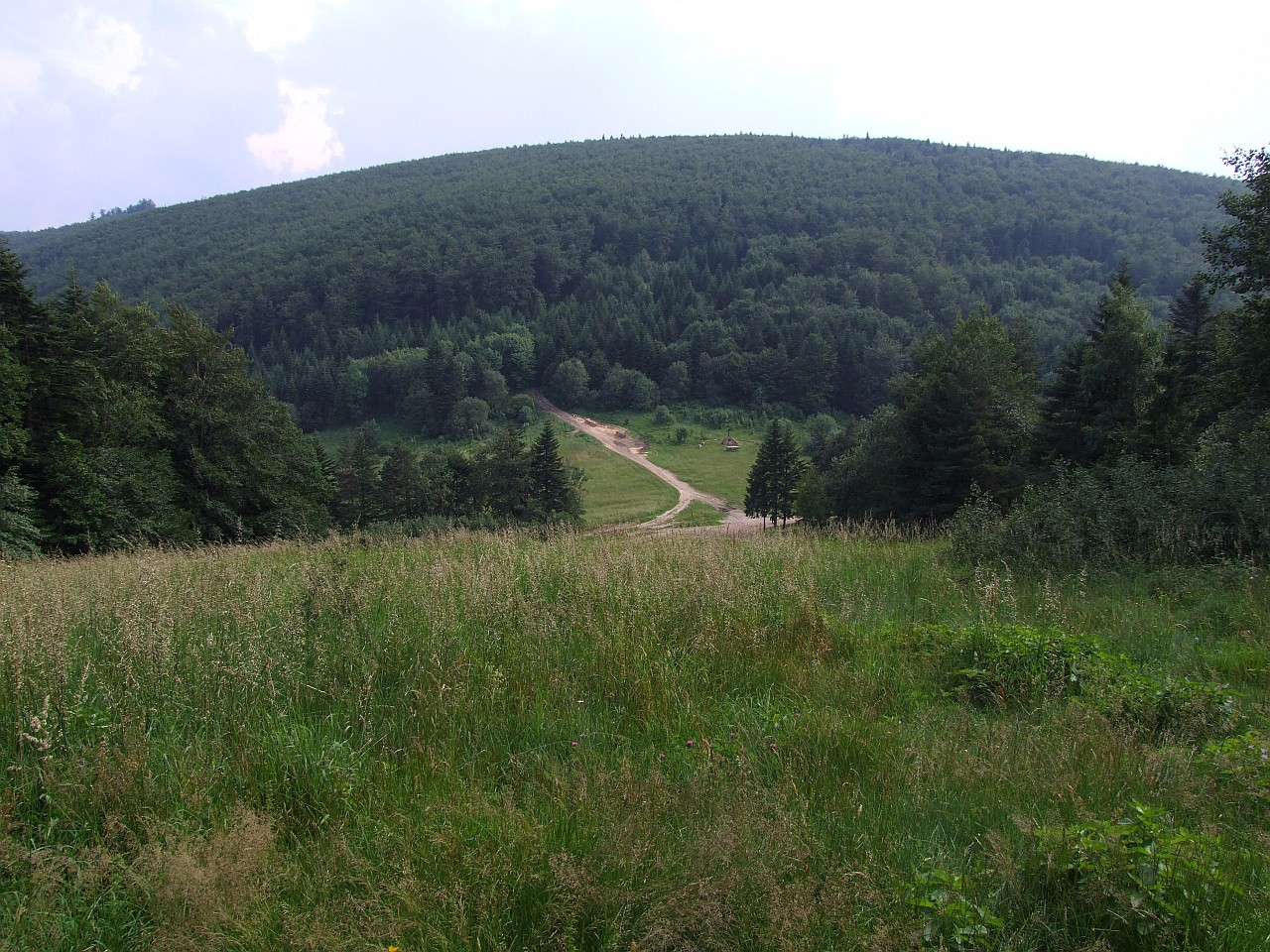
Sucha Przełęcz i Łysina
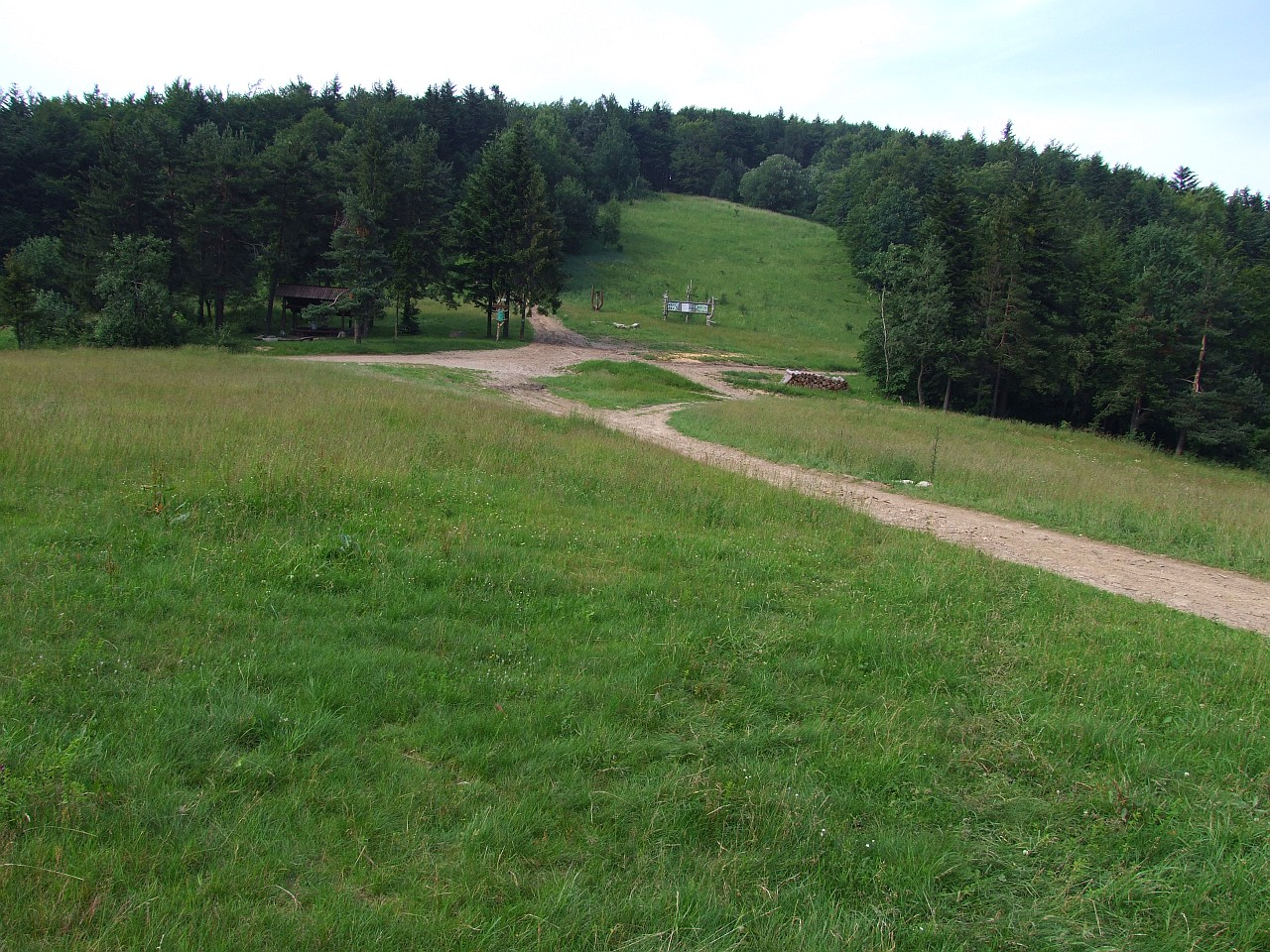
Sucha Przełęcz i Kamiennik Południowy